# Joué-en-Charnie
Joué-en-Charnie là một xã thuộc tỉnh Sarthe trong vùng Pays-de-la-Loire tây bắc nước Pháp. Xã này nằm ở khu vực có độ cao từ 62-165 mét trên mực nước biển.